# Stenalcidia pampinaria
Stenalcidia pampinaria är en fjärilsart som beskrevs av Achille Guenée 1858. Stenalcidia pampinaria ingår i släktet Stenalcidia och familjen mätare. Inga underarter finns listade i Catalogue of Life.